# 35P/Гершель — Риголе
Комета Гершель — Риголе (35P/Herschel-Rigollet) — короткопериодическая комета типа Галлея, которая была открыта 21 декабря 1788 года английским астрономом Каролиной Гершель с помощью небольшого телескопа системы Ньютона, неподалёку от звезды β Лиры. Её брат, знаменитый астроном Уильям Гершель, описал её как светлую туманность около 5 ' угловых минут в поперечнике. Комета обладает одним из самых длительных периодов обращения вокруг Солнца среди короткопериодических комет — чуть менее 155 лет.

Орбита кометы Гершель — Риголе и её положение в Солнечной системе

## История наблюдений
В ходе дальнейших наблюдений он отметил, что туманность медленно смещается на северо-восток, а её размер значительно больше, чем у планетарной туманности М57. При этом несмотря на все усилия ему так и не удалось различить на снимках ядро кометы. Наблюдения кометы продолжались британским астрономом Невилом Маскелайном ещё несколько месяцев, вплоть до 5 февраля следующего года, но были связаны с большими трудностями. 
Первые орбиты, рассчитанные французским астрономом Пьером Мешеном в 1789 году, сразу после открытия, и Маргареттой Палмер, за несколько лет до возвращения, в 1922 году, были весьма похожи — из-за крайне короткого периода наблюдений, обе они хронически страдали от недостатка данных и потому были весьма приблизительными. К примеру, разброс результатов для такого параметра, как период обращения, составлял от 1066 до 8558 лет. 
Условия наблюдения кометы во время её очередного возвращения в 1939 году были гораздо более благоприятными. В августе комета достигла максимальной яркости в 7,0 m  звёздных величин, а длина хвоста оценивалась в 1 — 2 ° угловых градуса. После августа яркость кометы начала неуклонно убывать, пока 16 января 1940 года она не была потеряна окончательно. К тому дню её магнитуда опустилась до значения 19,0 m, а размер комы сократился до 1 ' угловой минуты дуги. 
Комету вновь обнаружил французский астроном Роже Риголе на рассвете 28 июля 1939 года низко над горизонтом в северо-восточной части неба. Она была описана как диффузный объект с центральной конденсацией магнитудой 8,0 m. Астрономы, наблюдавшие эту комету 29 июля, отмечали ярко выраженное ядро и широкий веерообразный хвост в 3 ' минуты дуги. 
Возвращение 1939 года дало астрономам долгожданный шанс получить недостающие данные для уточнения орбиты. Этими расчётами занялись сразу несколько астрономов и ко 2 августа были получены первые результаты, указывающие на прохождение перигелия 9 августа 1940 года. Чуть позже, Лиланд Каниннгем на основании этих расчётов сделал предположение, что данная комета является ранее открытой кометой 1788 года. Окончательную точку в этом вопросе поставили расчёты британского астронома Брайана Марсдена, который в 1974 году на основании 75 позиций кометы, полученных за пять месяцев наблюдений 1939 года, а также нескольких наблюдений 1788, а также возмущений пяти планет, убедительно связал эти две кометы и определил период обращения в 155 лет, а дату прохождения перигелия в 1939 году — 9 августа.
Российским астрономом А.М. Черницовым впервые была определена система элементов орбиты кометы Гершель–Риголле, объединяющая два наблюдаемых появления (1788–1789 и 1939–1940) и даны оценки точности эфемерид её движения.